# تصوير جنسي
التصوير الجنسي هو نوع من التصوير الفوتوغرافي، بين التصوير العاري و الإباحية. التصوير الجنسي يظهر جسم إنساني عاري في حالة جنسية. ويصعب التفريق بين التصوير الجنسي و الإباحية. بشكل عام فإن التصوير الجنسي هو من الفنون البصرية المتعلقة بالعارض الساكن. على الرغم من أن التصوير الجنسي عادة تكون فيه الأجسام تمامًا أو معظمها عارية، فإن هذا ليس بشرط. وهناك فرق ما بين التصوير العاري والجنسي حيث إن الأول ليس بالضرورة أن يكون جنسيًا. كما إن التصوير الإباحي رغم أنه ذو طبيعة جنسية صريحة فهو لا يراعي الأمور الجمالية والفنيَّة للصور، فالتصوير الجنسي فقط يوحي و يحتوي عى قيم فنية أعلى من الإباحية.. منذ عقد الستينات أصبح التصوير الجنسي أقل شيوعًا، مع تصاعد شعبية تصوير الإغراء.
عادة ما تستخدم الصور الجنسية لإستعمالت تجارية واسعة الانتشار، من ضمنها الرُزنامات، والمجلات الرجالية، مثل مجلة بلاي بوي. وأحيانًا يكون المعني بالصور هو شريك العارض حصرًا. المُصوَرون في التصوير الجنسي يمكن أن يكونوا عارضين محترفين أو مشاهير أو هواة. عدد قليل جدًا من الفنانين وقفوا عراة أمام المصوِرين. أول فنانة وقفت للتصوير عارية كانت الممثلة أداه إيزكس مينكن (1835-1868).
تقليديًا، العارضين في الصور الجنسية كانوا من الإناث، لكن منذ عقد السبعينات بدأ نشر صور جنسية للرجال أيضًا.

## البدايات
قبل 1983، مشاهد العري والإثارة تعتمد عمومًا على رسم، نقش، والتصوير. في تلك السنين قدم لويس داجير أول عملية تصوير للأكاديمية الفرنسية للعلوم. خلافًا لأساليب الصور السابقة، داجيرية كانت لديها جودة مذهلة ولا تتلاشى مع الوقت. اعتمد الفنانين هذه التكنولوجيا كطريقة الجديدة لتصوير الشكل العاري، والتي كانت في الواقع كانت لعارضات أناث. في البداية حاولوا اتباع نمط وتقاليد الشكل الفني.

## أوائل القرن العشرين
شهد بداية العقد 1900 العديد من التحسينات والتطويرات في تصميم الكاميرا، خاصةً اختراع سنة 1913 ال35 مم أو كاميرا «كانديد» لأوسكار بارنيك من أجل شركة إيرنست ليتز. هذا الجهاز الصغير المحمول جعل من التصوير العاري في الحدائق المنعزلة وغيرها من الأماكن العامة شبه أسهل، ومثل قفزة كبيرة للتصوير الجنسي. كان الفنانون متيمين بقدرتهم الجديدة لالتقاط صور ارتجالية دون التفكير في عبء جهاز عالي الكعب.

## أواخر القرن العشرين
مصوري العري في منتصف القرن العشرين أبرزهم هورس روي إلتقط صورة باسم صلب الغد تصور عارضة ترتدي قناع غاز مسنودة على صليب أثار الكثير من الجدّل بعد أن نشرته الصحافة الإنجليزية في 1938. تعتبر الصورة الآن واحدة من أهم الصور ما قبل الحرب الكبرى في العقد العشرين.
انتشار الإنترنت في عقد التسعينات وزيادة التحرر الاجتماعي أدى إلى شيوع الصور الجنسية مجددًا. وهناك مجموعة متنوعة من المطبوعات والمنشورات على الإنترنت التي بها صور جنسية، تنافس الآن المجلات الرئيسية (مثل: بلاي بوي) وتلبي أذواق متنوعة. هناك عدد واسع اليوم من مواقع الصور الجنسية على الإنترنت والتي قد تعرف بنفسها أو تُعرَّف على أنها إباحية غير أن المادة المقدمة تكون رومانسية أو جنسية بطريقة مغرية أقرب ما توصف بأنها تصوير إغرائي.